# Alisalia testacea
Alisalia testacea es una especie de escarabajo del género Alisalia, familia Staphylinidae. Fue descrita científicamente por Casey en 1911.
Esta especie habita en América del Norte, en Nuevo Brunswick, Ontario y Quebec, Canadá y en Carolina del Norte, Estados Unidos.